# KB Trepça
KB Trepça ( Klubi Basketbollistik Trepça) je kosovski košarkaški klub iz Trepče.
Bili su kosovski prvaci 1999./00., 2000./01. i 2011./12. U sezonama 2006./07. i 2009./10. bili su finalisti lige.
Kosovski su kup osvojili 1999./00., 2003./04. i 2011./12., a u sezonama 2004./05. i 2009./10. bili su poraženi u finalu kupa.